# Brian Fernández
Brian Leonel Fernández (* 26. September 1994 in Santa Fe) ist ein argentinischer Fußballspieler. Er spielt als Mittelfeldspieler oder Stürmer.
Fernández begann seine Karriere 2011 bei Defensa y Justicia in der Nacional B. 2014 stieg er mit dem Klub in die Primera División auf. Anfang 2015 wechselte er zum damaligen Meister Racing Club, mit dem er in der Copa Libertadores 2015 das Viertelfinale erreichte, in dem man gegen den Club Guaraní ausschied. Während der Copa Libertadores wurde Fernández bei einer Dopingkontrolle positiv getestet, weshalb ihn die CONMEBOL im Anschluss für zwei Jahre sperrte.